# Eclipse (album Amorphisa)
Eclipse je sedmi studijski album finskog heavy metal sastava Amorphis. Diskografska kuća Nuclear Blast objavila ga je 15. veljače 2006. u Finskoj i dva dana kasnije u ostatku Europe. Prvi je album grupe sa sadašnjim pjevačem Tomijem Joutsenom nakon odlaska dugogodišnjeg pjevača Pasija Koskinena 2004. Ističe se i po povratku death growlova, iako u manjoj količini u usporedbi s albumom Elegy iz 1996., na kojem su posljednji put bili prisutni.
Tekstovi pjesama preuzeti su iz drame Kullervon tarina utemeljene na legendi o Kullervu (koja se nalazi u Kalevali) koju je 1982. napisao finski pjesnik i književnik Paavo Haavikko, čime je ovo postao drugi album grupe nakon Tales from the Thousand Lakesa čije su skladbe bile nadahnute tematikom iz Kalevale.
Budući da je ondje bio prodan u više od 15.000 primjeraka, album je u veljači 2008. postigao zlatnu nakladu u Finskoj.

## Snimanje i objava
Nakon što je prethodni pjevač Pasi Koskinen napustio Amorphis u kolovozu 2004., skupina ga je u siječnju 2005. zamijenila Tomijem Joutsenom. Nakon američke turneje početkom ljeta 2005. Eclipse je snimljen u studiju Sonic Pump Studios u Helsinkiju.
Eclipse je objavljen 15. veljače 2006. u Finskoj, dva dana kasnije u Europi, 24. veljače u Njemačkoj, Austriji i Švicraskoj, a 21. ožujka u SAD-u. Black Lodge Records također je objavio ograničenu inačicu uratka 23. lipnja 2006. Prvi singl, "House of Sleep", objavljen je 4. siječnja 2006., prije izlaska albuma. Drugi singl, "The Smoke", objavljen je 7. lipnja 2006. i sastoji se od naslovne skladbu i glazbenog spota za pjesmu "House of Sleep". Budući da je Amorphis napustio diskografsku kuću Virgin Records, album je objavio Nuclear Blast.
Uz normalnu inačicu albuma postoji i ograničena digipak inačica koja sadrži bonus skladbu "Stone Woman", koja je prethodno bila objavljena kao B-strana na singlu "House of Sleep". "Stone Woman" pojavila se i na vinilnoj inačici.

## Glazbeni stil, tekstovi i naslovnica

### Glazba
S novim pjevačem Tomijem Joutsenom sastav je prvi put od albuma Elegy počeo miješati čiste vokale i death growlove. Eclipse je značajno žešćeg zvuka od prethodnih uradaka skupine, a razlog tome, prema riječima gitarista Ese Holopainena, bio je dolazak novog pjevača:
Na albumu su prisutni i utjecaji psihodeličnog rocka iz 1970-ih, kao i elementi tradicionalne finske glazbe. Amorphis se na albumu ne bavi posve različitim glazbenim stilom, nego spaja elemente s prijašnjih uradaka.

### Tekstovi i naslovnica
Poput Tales from the Thousand Lakesa Eclipse je tekstualno povezan s finskim nacionalnim epom Kalevalom. Tekstovi su preuzeti iz Kullervon tarine (iz 1982.) Paava Haavikka, dramske adaptacije priče o Kullervu iz Kalevale. Ciklus opisuje tragični Kullervov život; u djetinjstvu je bio rob i vratio se roditeljima nakon izvršenja osvete. Nakon što je ne znajući zaveo svoju sestru, ona je počinila samoubojstvo. Nakon smrti svojih roditelja Kullervo se također ubija, padajući na svoj mač.
Naslovnicu za Eclipse dizajnirao je Travis Smith, koji je prethodno radio sa skupinom Katatonia. Nadahnula ga je naslovnica albuma Tuonela. Naslovnica prikazuje krug čija je gornja polovica stilizirana da izgleda poput Sunca, dok donja prikazuje Mjesec. Esa Holopainen o takvom je simbolizmu komentirao: "Sunce i Mjesec na slici odražavaju stanje uma našeg protagonista."

## Popis pjesama
| 1.    | »Two Moons«                    | Paavo Haavikko  | Esa Holopainen, Santeri Kallio | 3:22 |
| 2.    | »House of Sleep«               | Haavikko        | Holopainen                     | 4:10 |
| 3.    | »Leaves Scar«                  | Haavikko        | Holopainen                     | 3:38 |
| 4.    | »Born from Fire«               | Haavikko        | Kallio                         | 3:59 |
| 5.    | »Under a Soil and Black Stone« | Tomi Koivusaari | Kallio                         | 4:13 |
| 6.    | »Perkele (The God of Fire)«    | Haavikko        | Niclas Etelävuori              | 3:31 |
| 7.    | »The Smoke«                    | Haavikko        | Holopainen                     | 3:39 |
| 8.    | »Same Flesh«                   | Haavikko        | Kallio                         | 4:40 |
| 9.    | »Brother Moon«                 | Holopainen      | Holopainen                     | 4:47 |
| 10.   | »Empty Opening«                | Haavikko        | Holopainen                     | 5:48 |
| 41:47 |                                |                 |                                |      |

| Bonus pjesma s digipak inačice | Bonus pjesma s digipak inačice | Bonus pjesma s digipak inačice | Bonus pjesma s digipak inačice | Bonus pjesma s digipak inačice | Bonus pjesma s digipak inačice | Bonus pjesma s digipak inačice | Bonus pjesma s digipak inačice | Bonus pjesma s digipak inačice | Bonus pjesma s digipak inačice |
| Br.                            | Skladba                        | Tekstopisac                    | Skladatelj                     | Trajanje                       |                                |                                |                                |                                |                                |
| ------------------------------ | ------------------------------ | ------------------------------ | ------------------------------ | ------------------------------ | ------------------------------ | ------------------------------ | ------------------------------ | ------------------------------ | ------------------------------ |
| 11.                            | »Stone Woman«                  | Haavikko                       | Koivusaari                     | 3:35                           |                                |                                |                                |                                |                                |
| 45:22                          |                                |                                |                                |                                |                                |                                |                                |                                |                                |

## Uspjeh i recenzije
I album i prvi singl pojavili su se na prvom mjestu finskih ljestvica. Elke Huber za Powermetal.de napisala je: "[To je] album bez značajnih mana, savršeno je raznolik i sadrži određenu količinu napetosti." Metal.de je pak komentirao: "Prekrasne skladbe [... ] i monumentalne melodije od kojih se ježiš čine "Eclipse" prekretnicom u povijesti grupe."
Časopisu The-Pit.de nisu se svidjeli čisti vokali Tomija Joutsena; o prvom je singlu s albuma, "House of Sleepu", časopis komentirao da na njemu Tomi Joutsen "pogotovo u pripjevu tako glatko pjeva da bi se čak i Ville Valo iz HIM-a našao uvrijeđenim." Ostali recenzenti izjavili su da je Tomi Joutsen idealna zamjena za Pasija Koskinena. Laut.de je napisao: "Iako je Pasi bio ključan član Amorphisa zbog svojega glasa, novi čovjek za mikrofonom savršeno se uklopio u zvuk Finaca. Ono što bi inače uništilo ostale skupine Amorphisu je samo bio jedan dodatan korak naprijed."

## Zasluge
| Amorphis - Tomi Joutsen – vokali - Esa Holopainen – glavna gitara - Tomi Koivusaari – ritam gitara - Santeri Kallio – klavijature - Niclas Etelävuori – bas-gitara - Jan Rechberger – bubnjevi Dodatni glazbenici - Anu Lilja – dodatni vokali - Eternal Savo Choir – zborski vokali | Ostalo osoblje - Marco Hietala – produkcija (vokala) - Nino Laurenne – snimanje - Tero Kinnunen – snimanje - Mikko Karmila – miksanje - Mika Jussila – mastering - Travis Smith – naslovnica, ilustracije - Ville Juurikkala – fotografija (sastava) |